# Janis Kalargaris
Joanis (Janis) Kalargaris, gr. Γιάννης Καλάργαρης (ur. 6 czerwca 1990 w Atenach) – grecki pływak, olimpijczyk.
Wystartował na igrzyskach olimpijskich w Londynie w wyścigu na 50 metrów stylem dowolnym, gdzie zajął 30. miejsce z czasem 22,80 sekund.